# Kim Geun-chol
Kim Geun-Chol est un footballeur sud-coréen né le 24 juin 1983.